# Cdc gen

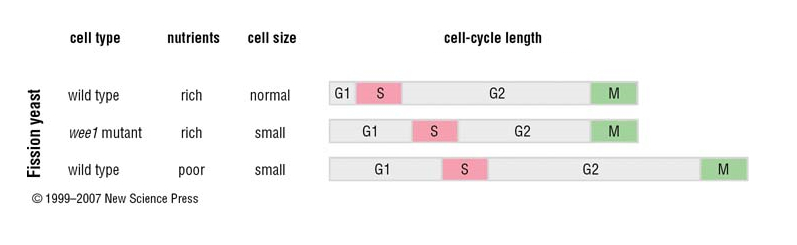
Délka buněčného cyklu a jeho jednotlivých fází se může lišit. Uprostřed S. pombe s mutantním wee1

Cdc (z angl. cell-division-cycle) jsou geny, které byly objeveny genetickým screeningem genů nezbytných pro buněčné dělení kvasinek S. cerevisiae a S. pombe. Za objev cdc genů kvasinek získali v roce 2001 Leland Hartwell a Paul Nurse Nobelovu cenu za fyziologii a lékařství. Objevy publikovali v druhé polovině 70. let 20. století. Cdc geny byly identifikovány jako geny, jež při vyšší teplotě nedokáží dokončit buněčný cyklus a umírají, zatímco při nižší teplotě přežít dokážou (jsou to teplotně senzitivní mutanti).
Cdc byly po objevu očíslovány, tzn. známe cdc1, cdc2 a podobně. Homology cdc genů byly identifikovány u mnoha dalších organismů včetně člověka. Dnes je známo, že část genů původně izolovaných v 70. letech není zapojených do buněčného cyklu, ale mají širší roli v buněčném dělení – jsou to např. DNA polymerázy. Mnohé z cdc genů však hrají centrální roli v regulaci buněčného cyklu, jsou to např. cykliny či cyklin-dependentní kinázy.